# Beaupont
Beaupont est une commune française située dans le département de l'Ain, en région Auvergne-Rhône-Alpes.
Ses habitants s'appellent les Beaupontois et les Beaupontoises[réf. nécessaire].

## Géographie

### Localisation
Beaupont est un village bressan situé à 28 km au nord de Bourg-en-Bresse et environ 100 km de Lyon.
Il est limitrophe avec le département de Saône-et-Loire.

### Hameaux
Les habitations sont regroupées au sein de différents hameaux. Parmi les plus importants, on peut noter :
- Ringe ;
- la Nicolière ;
- la Vieillère ;
- le Sougey ;
- le Biolay.

### Géologie et relief, hydrographie
Ce village, comme son nom l'évoque, est bordé par deux rivières : le Solnan et son affluent le Sevron.
Plusieurs anciens moulins sont présents sur la commune :
- sur le Sevron, on trouve le moulin Niat[2] et le moulin de Bévey[3] ;
- au niveau du Solnan, on trouve le moulin Jacquet[4] et le moulin Bouilloux[5].

On recense de nombreux ponts, parmi lesquels :
- le pont du Moulin Niat, qui franchit le Sevron, (RD 1), limitrophe avec Pirajoux ;
- le pont qui franchit le Solnan, (RD 52), limitrophe avec Domsure ;
- le pont qui franchit le Solnan, (RD 1), limitrophe avec Domsure ;
- le pont qui franchit le Solnan, (RD 56), limitrophe avec Domsure ;
- le pont qui franchit le Sevron, (RD 56), limitrophe avec Domsure.

### Climat
Pour des articles plus généraux, voir Climat d'Auvergne-Rhône-Alpes et Climat de l'Ain.
En 2010, le climat de la commune est de type climat océanique dégradé des plaines du Centre et du Nord, selon une étude du CNRS s'appuyant sur une série de données couvrant la période 1971-2000. En 2020, Météo-France publie une typologie des climats de la France métropolitaine dans laquelle la commune est exposée à un climat semi-continental et est dans la région climatique Bourgogne, vallée de la Saône, caractérisée par un bon ensoleillement (1 900 h/an), un été chaud (18,5 °C), un air sec au printemps et en été et des vents faibles.
Pour la période 1971-2000, la température annuelle moyenne est de 11,2 °C, avec une amplitude thermique annuelle de 17,7 °C. Le cumul annuel moyen de précipitations est de 1 080 mm, avec 12 jours de précipitations en janvier et 8,3 jours en juillet. Pour la période 1991-2020, la température moyenne annuelle observée sur la station météorologique de Météo-France la plus proche, « Varennes-st-sa », sur la commune de Varennes-Saint-Sauveur à 8 km à vol d'oiseau, est de 12,1 °C et le cumul annuel moyen de précipitations est de 1 043,2 mm,. Pour l'avenir, les paramètres climatiques de la commune estimés pour 2050 selon différents scénarios d'émission de gaz à effet de serre sont consultables sur un site dédié publié par Météo-France en novembre 2022.

### Voies de communication et transports

#### Axes routiers
La route principale de la commune est la route départementale D 1 qui traverse le département de l'Ain en reliant St-Amour à Asnières-sur-Saône. Elle permet de rejoindre Lescheroux puis Saint-Julien-sur-Reyssouze en se dirigeant à l'ouest. En direction de l'est, elle relie la commune de Domsure.
Depuis la sortie no 10 de l'A39, qui traverse la commune, on peut utiliser la D 56 pour aller à St-Amour à l'est et Saint-Nizier-le-Bouchoux à l'ouest.
D'autre part, la route départementale D 52, séparée en deux par la D 1 au bourg, fait la liaison entre le rond-point du péage et la commune voisine de Coligny pour aller jusqu'à Saint-Martin-du-Mont.
Au sud du bourg, on rejoint Pirajoux en passant par la RD 86a.

## Urbanisme

### Typologie
Au 1er janvier 2024, Beaupont est catégorisée commune rurale à habitat dispersé, selon la nouvelle grille communale de densité à 7 niveaux définie par l'Insee en 2022.
Elle est située hors unité urbaine. Par ailleurs la commune fait partie de l'aire d'attraction de Bourg-en-Bresse, dont elle est une commune de la couronne,. Cette aire, qui regroupe 80 communes, est catégorisée dans les aires de 50 000 à moins de 200 000 habitants,.

### Occupation des sols
L'occupation des sols de la commune, telle qu'elle ressort de la base de données européenne d’occupation biophysique des sols Corine Land Cover (CLC), est marquée par l'importance des territoires agricoles (88,5 % en 2018), néanmoins en diminution par rapport à 1990 (90,8 %). La répartition détaillée en 2018 est la suivante : 
terres arables (40,8 %), zones agricoles hétérogènes (29,9 %), prairies (17,8 %), forêts (7,3 %), zones urbanisées (2,3 %), zones industrielles ou commerciales et réseaux de communication (1,9 %).
L'évolution de l’occupation des sols de la commune et de ses infrastructures peut être observée sur les différentes représentations cartographiques du territoire : la carte de Cassini (XVIIIe siècle), la carte d'état-major (1820-1866) et les cartes ou photos aériennes de l'IGN pour la période actuelle (1950 à aujourd'hui).

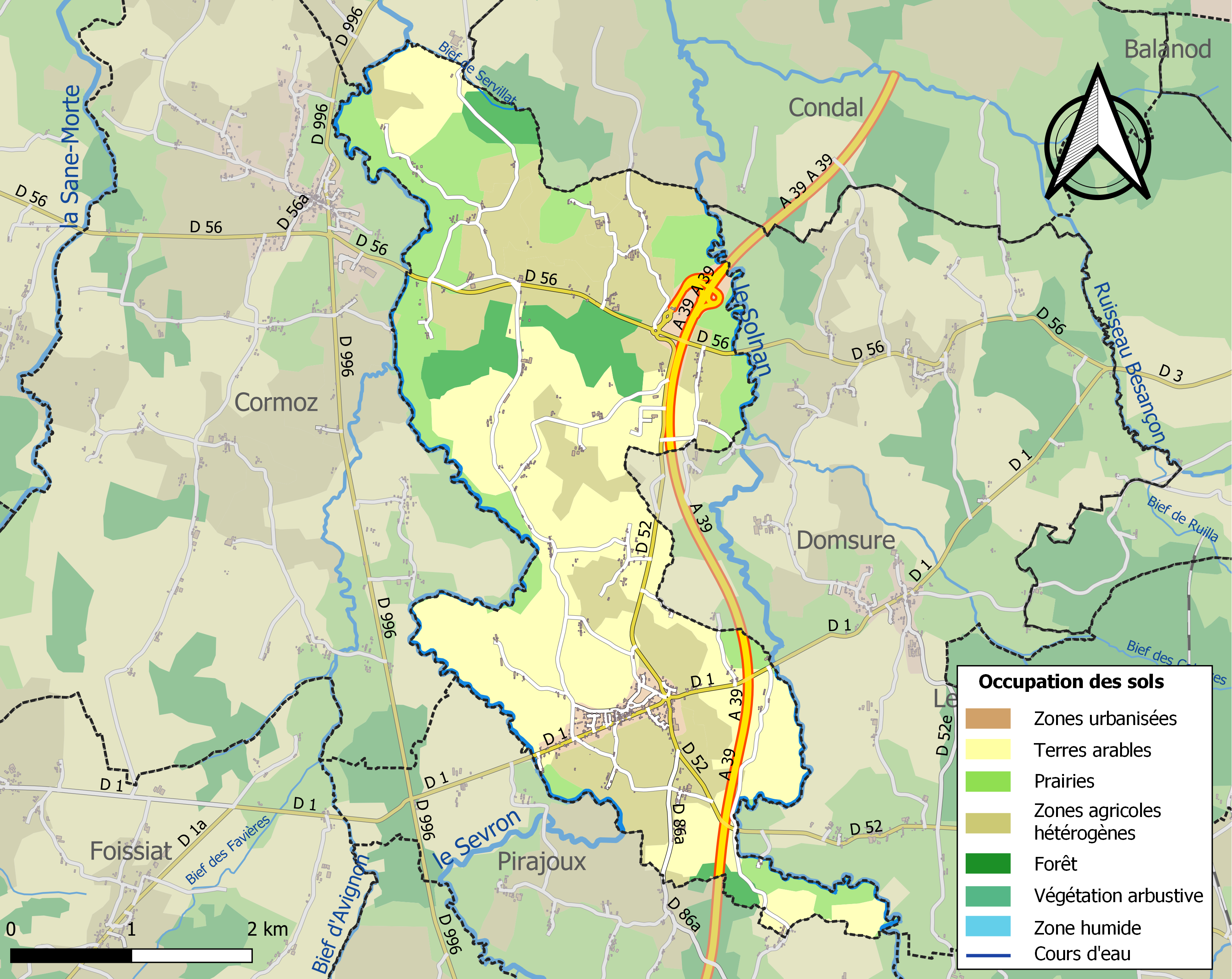
Carte des infrastructures et de l'occupation des sols de la commune en 2018 (CLC).

### Risques naturels et technologiques
La commune est vulnérable aux risques majeurs suivants : Inondation, mouvement de terrain, risque sismique (niveau 3), transport de matières dangereuses, .
Un arrêté de catastrophe naturelle a été pris pour l'été 2013 à la suite de mouvements de terrain différentiels consécutifs à la sécheresse et à la réhydratation des sols.

## Toponymie
Le nom de la localité est attesté sous la forme Beaulpont en 1430.
Son nom aurait pour origine la contraction de deux de ses domaines situés au nord et au sud « BEAUVOIR (Hameau Bévey) et de PONT LA RINGE (Hameau de Ringe). Dans le patois local, BIAUPONT signifiait littéralement GRAND PONT. C’est en 1790 que Beaupont devient une commune dans son cadre géographique actuel [réf. nécessaire]) .

## Histoire
En 1430, Beaupont, n’est encore qu’une possession féodale de la Famille de Coligny.

L'objectif de la création de cette nouvelle paroisse serait de permettre aux fidèles d'assister aux messes lors des périodes d'inondations car les rivières étaient alors infranchissables. Les communes qui ont cédé une partie de leurs terres sont Domsure et Pirajoux.

## Politique et administration

### Liste des maires

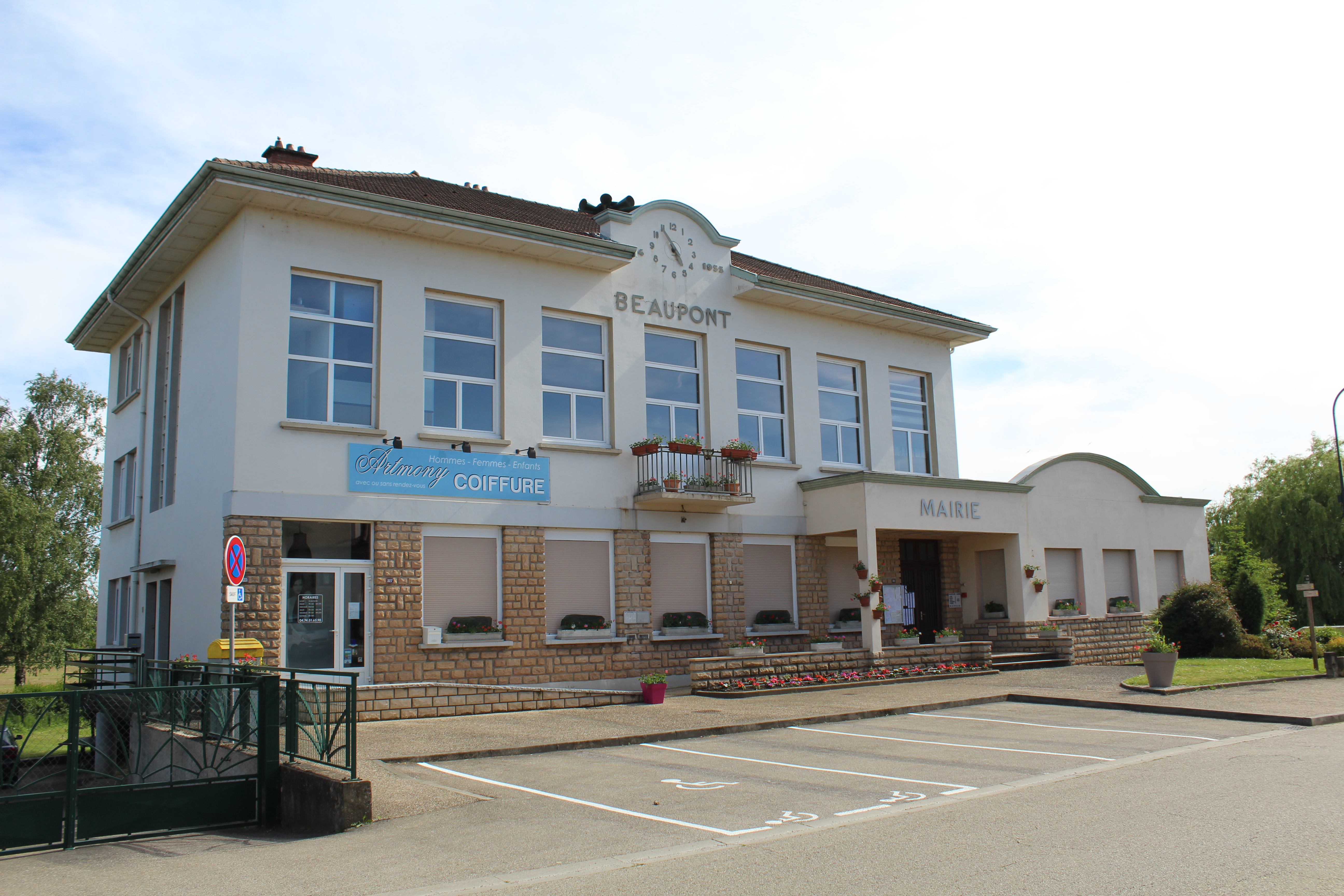
Mairie.

| Période                                  | Période  | Identité        | Étiquette | Qualité  |
| ---------------------------------------- | -------- | --------------- | --------- | -------- |
|                                          |          | Guillot         |           |          |
| 1927 ou 1928                             | 1971     | Joseph Chanel   |           |          |
| 1971                                     | 1995     | Camille Germain |           |          |
| 1995                                     | 2020     | Georges Gouly   | UMP-LR    | Retraité |
| 2020                                     | En cours | Gérard Janodet  |           |          |
| Les données manquantes sont à compléter. |          |                 |           |          |

### Jumelages
Aucun jumelage

## Population et société

### Démographie
L'évolution du nombre d'habitants est connue à travers les recensements de la population effectués dans la commune depuis 1793. Pour les communes de moins de 10 000 habitants, une enquête de recensement portant sur toute la population est réalisée tous les cinq ans, les populations de référence des années intermédiaires étant quant à elles estimées par interpolation ou extrapolation. Pour la commune, le premier recensement exhaustif entrant dans le cadre du nouveau dispositif a été réalisé en 2007.

En 2022, la commune comptait 717 habitants, en évolution de +4,67 % par rapport à 2016 (Ain : +5,15 %, France hors Mayotte : +2,11 %).
| 1793 | 1800 | 1806 | 1821 | 1831 | 1836 | 1841 | 1846 | 1851 |
| ---- | ---- | ---- | ---- | ---- | ---- | ---- | ---- | ---- |
| 762  | 740  | 723  | 688  | 810  | 793  | 820  | 800  | 867  |

| 1856 | 1861 | 1866 | 1872 | 1876  | 1881  | 1886  | 1891  | 1896  |
| ---- | ---- | ---- | ---- | ----- | ----- | ----- | ----- | ----- |
| 847  | 864  | 924  | 965  | 1 041 | 1 054 | 1 016 | 1 031 | 1 039 |

| 1901  | 1906  | 1911  | 1921 | 1926 | 1931 | 1936 | 1946 | 1954 |
| ----- | ----- | ----- | ---- | ---- | ---- | ---- | ---- | ---- |
| 1 069 | 1 055 | 1 042 | 924  | 906  | 889  | 861  | 789  | 744  |

| 1962 | 1968 | 1975 | 1982 | 1990 | 1999 | 2006 | 2007 | 2012 |
| ---- | ---- | ---- | ---- | ---- | ---- | ---- | ---- | ---- |
| 678  | 575  | 515  | 415  | 422  | 492  | 553  | 560  | 675  |

| 2017 | 2022 | - | - | - | - | - | - | - |
| ---- | ---- | - | - | - | - | - | - | - |
| 689  | 717  | - | - | - | - | - | - | - |

### Enseignement
La commune de Beaupont a fait le choix de se regrouper avec Domsure dans un regroupement pédagogique intercommunal (RPI) en 1977. Les élèves sont répartis sur les deux communes. Les élèves de primaire (à Beaupont) sont répartis dans trois classes et ceux de la maternelle (à Domsure) sont répartis dans deux classes.
L'école maternelle partage ses locaux avec la garderie périscolaire Les p'tits BeauDoms. À la fin de leur scolarité en primaire, les élèves passant en classe de 6e sont dirigés au collège du Grand-Cèdre à Coligny.
Les lycées généraux sont ceux de Bourg-en-Bresse.

### Santé
Aucun praticien en médecine générale n'est installé dans la commune. Les médecins et les pharmacies les plus proches sont installés dans les communes de Coligny et de Marboz.
Les habitants disposent toutefois d'une permanence d'infirmière sur la commune de Domsure et d'un cabinet de psychologue.
L'ancien orphelinat St Joseph, qui était autrefois géré par des religieuses, héberge actuellement le foyer d'accueil médicalisé Saint-Joseph qui accueille des personnes handicapées.
Les secours d'urgence sont assurés par les pompiers du corps communal (SLIS Beaupont), qui défend aussi la commune de Domsure, et par le centre d'incendie et de secours de Coligny.
Au niveau hospitalier, les habitants sont soignés majoritairement soit à l'hôpital Fleyriat (situé à Viriat), soit à la clinique Convert (située à Bourg-en-Bresse).

### Manifestations culturelles et festivités

#### Associations
Le village est composé de nombreuses associations. Ce tissu associatif organise différentes manifestations tout au long de l'année qui permettent de financer leurs actions.
Parmi les principales manifestations, on peut noter la vogue, organisée par le comité des fêtes, le poulet à la broche de l'amicale des Sapeurs-Pompiers (fin août), mais aussi une course de tracteurs tondeuses.

#### Vogue
La vogue (fête patronale) a lieu tous les premiers week-ends d'août. Elle dure quatre jours du vendredi au lundi. Le point d'orgue de la fête patronale est le dimanche. Ce jour-là se déroulent plusieurs animations comme le traditionnel défilé humoristique avec des chars décorés, le feu d'artifice, un bal populaire et quelques spectacles en relation avec le thème de la fête. La vogue se clôt le lundi par un grand tournoi de pétanque pouvant réunir jusqu'à cent doublettes.
La boisson locale et traditionnelle de cette fête patronale est la marquisette à l'orange.

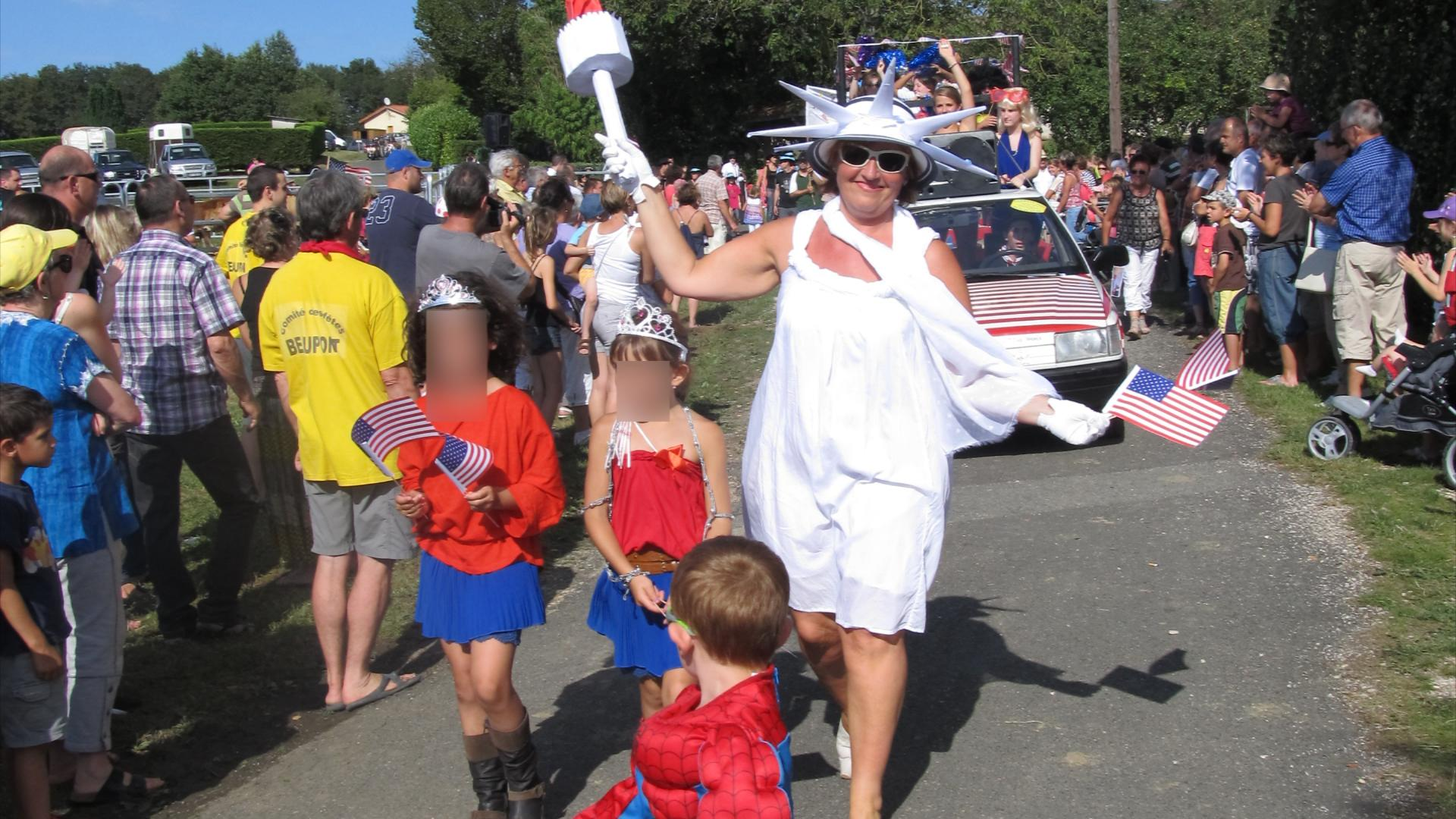
Défilé humoristique.
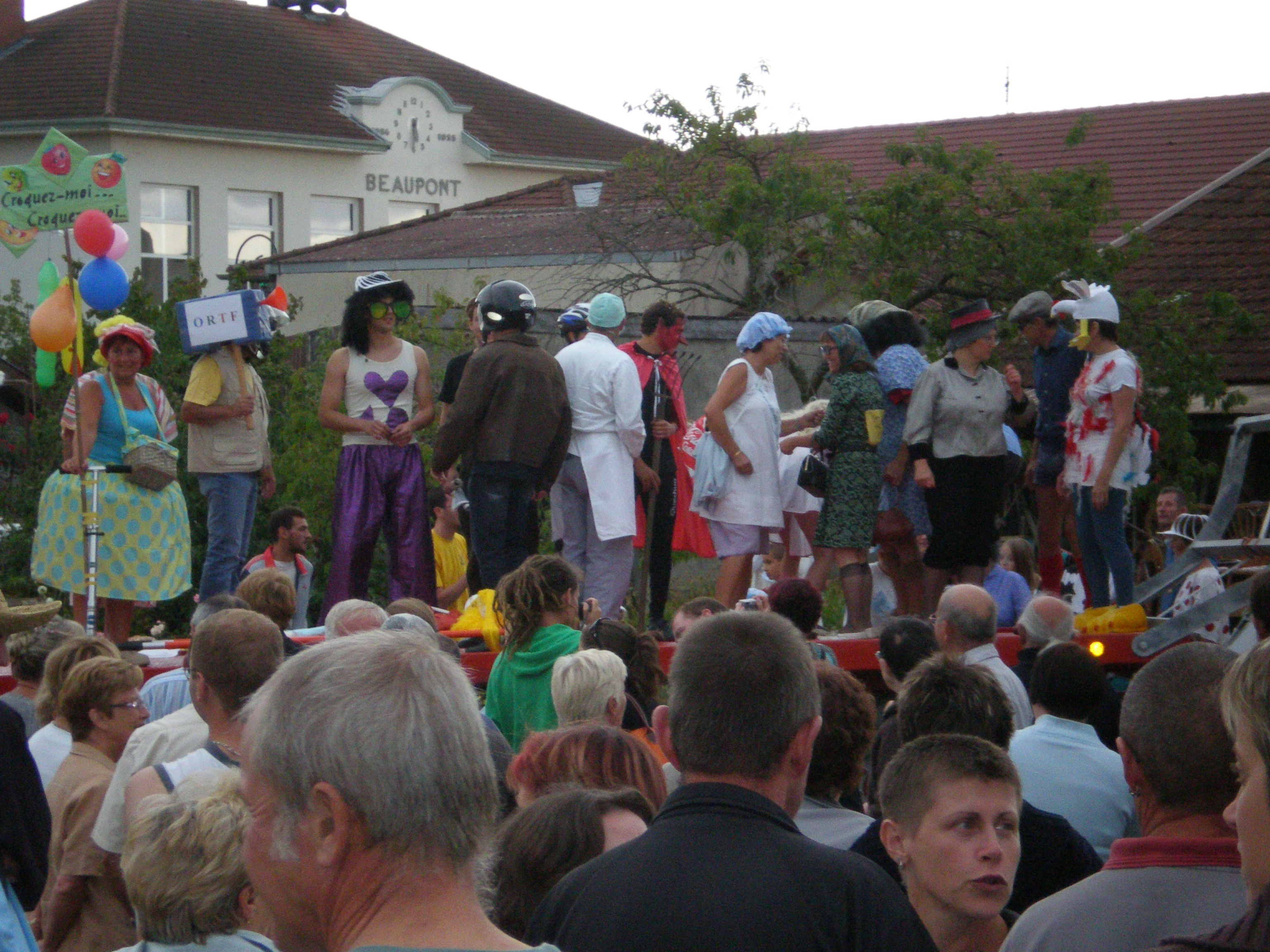
Défilé humoristique.
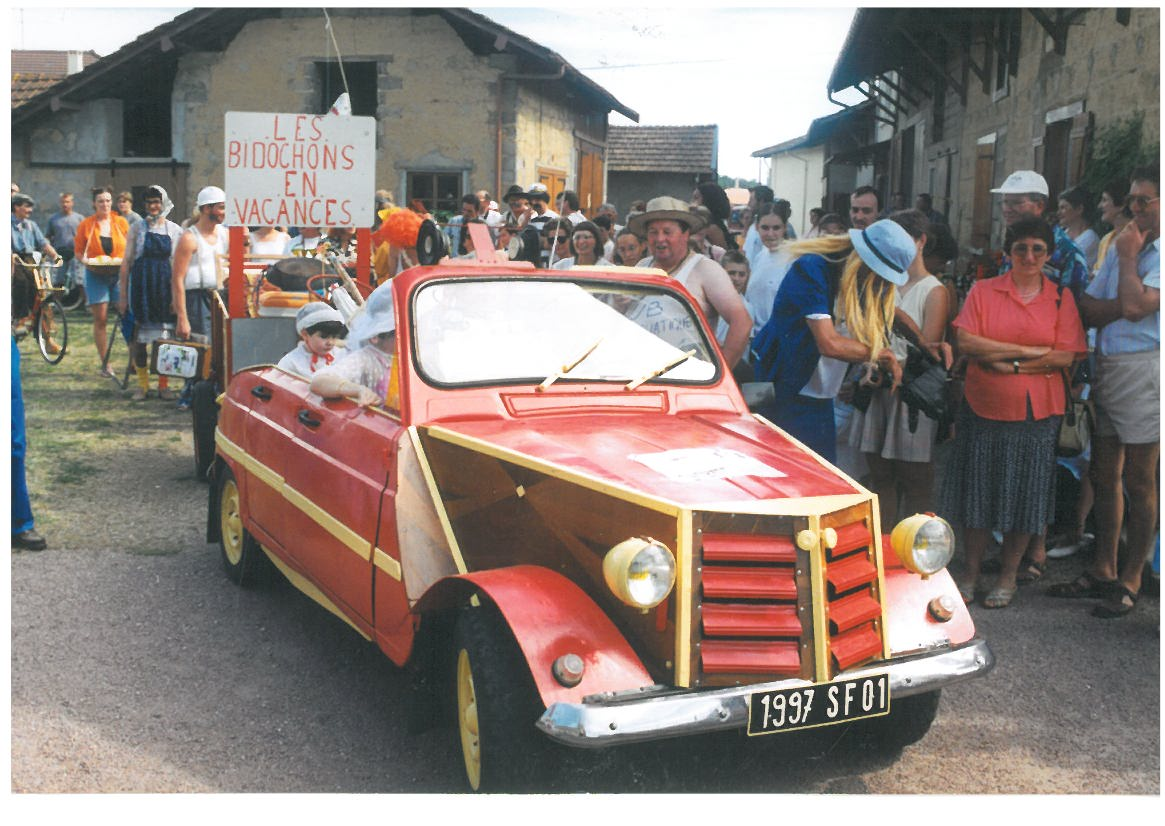
Défilé humoristique.
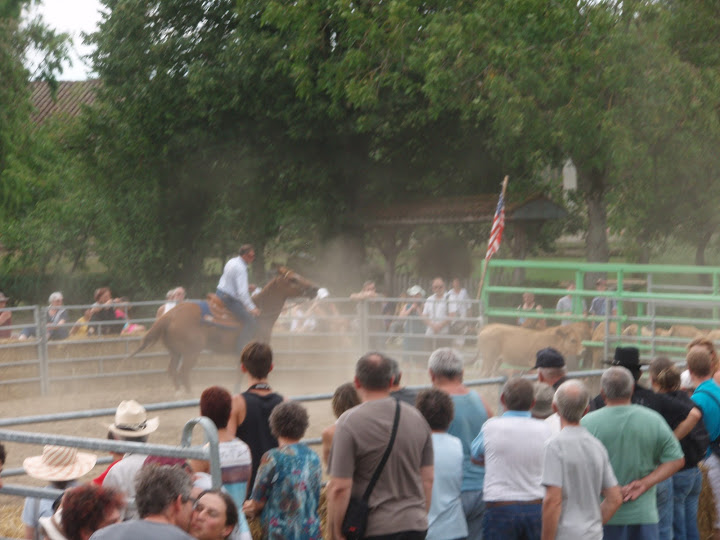
Spectacle de cow-boy.

#### Course de tracteurs-tondeuses
Le comité des fêtes organise une course de tracteurs-tondeuses mi-septembre depuis 2017,.

#### Conscrits
Les jeunes du village âgés de 17 et 18 ans perpétuent la tradition locale des conscrits. Ces conscrits tournent dans les différents foyers du village qui les accueillent. Ils reçoivent alors de quoi organiser leur banquet qui se déroule traditionnellement en début d'année.

#### Sports
Au cœur du bourg, on trouve un court de tennis à côté d'un terrain de basketball. La commune disposait d'un club de football qui faisait l'objet d'une union avec la commune de Domsure (USDB) et d'un club de basket.

### Médias locaux
- Le journal Le Progrès propose une édition locale aux communes de l'Ain. Il paraît du lundi au dimanche et traite des faits divers, des événements sportifs et culturels au niveau local, national, et international.
- Le journal Voix de l'Ain est un hebdomadaire publié les vendredis qui propose des informations locales pour les différentes régions du département de l'Ain.
- La chaîne France 3 Rhône Alpes Auvergne est disponible dans la région.

### Numérique
La commune dispose du très haut débit avec la fibre optique grâce au réseau d'initiative publique de fibre optique LIAin régi par le syndicat intercommunal d'énergie et de e-communication de l'Ain.

### Cultes

#### Culte catholique
La commune fait partie du diocèse de Belley-Ars et de la paroisse de Coligny.

## Économie
L'activité dominante est l'agriculture associant polyculture et élevage. Malgré le nombre faible d'habitants, on trouve quelques commerces.

### Secteur primaire ouAgriculture
L'activité agricole est essentiellement axée autour de la polyculture et de l'élevage.
La commune se situe dans la zone de production de crème de Bresse et le Beurre AOC et de l'AOC du poulet de Bresse.

### Secteur secondaire ou Industrie ou Artisanat et industrie
On trouve plusieurs industries sur la commune :
- la Bressane de Chaudronnerie.

Une zone d'activités a été créée après la création du péage. Cette dernière accueille les entreprises suivantes :
- SIMI (systèmes de distribution de carburant en dépôt pétrolier) ;
- Darbon Services (Carrosserie Poids Lourds) ;
- SHARDES (Sécurité et équipements de quai).

#### Laiterie-coopérative
La coopérative laitière a été fusionnée en 1986 avec celle d'Étrez pour former la coopérative de Etrez-Beaupont. Le site de Beaupont a été fermé en 1994 et la production recentrée sur Etrez. Parmi les produits fabriqués, on peut noter la crème de Bresse et le beurre AOC.
Cette coopérative fait partie de la liste des usines sollicitées pour approvisionner la région du Midi jusqu'à l'après Seconde Guerre mondiale.

### Secteur tertiaire ou activités de service
Le village compte une boulangerie/bar/agence postale (service point jaune pour la banque postale) et une épicerie (service point vert pour le crédit agricole).

## Culture et patrimoine

### Lieux et monuments
- Ferme de Bevay : toiture et cheminée sarrasines, inscrite au titre des Monuments historiques.
- Église Saint-Antoine.
- Maison noble du Sougey avec des cheminées anciennes.
- Foyer Saint-Joseph : orphelinat (de 1864 à 1964), institut médico-éducatif pour jeunes filles (de 1964 à 2002) et foyer d'accueil médicalisé pour adultes handicapés (depuis 2002)[29].
- Chapelle Saint-Joseph de l'orphelinat de Bévet.

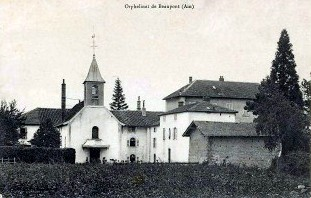
Ancien orphelinat Saint-Joseph.
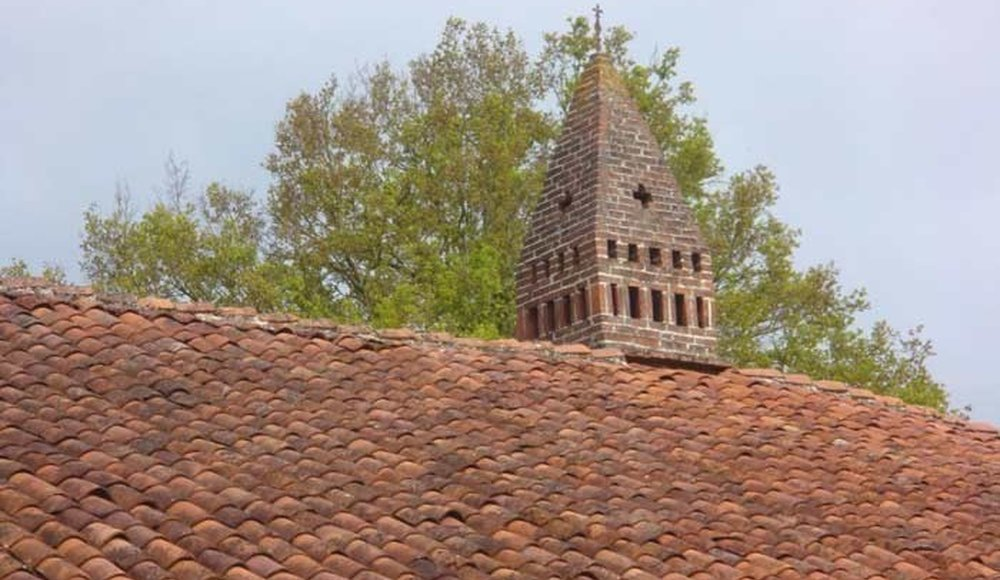
Cheminée sarrasine de Bévey.
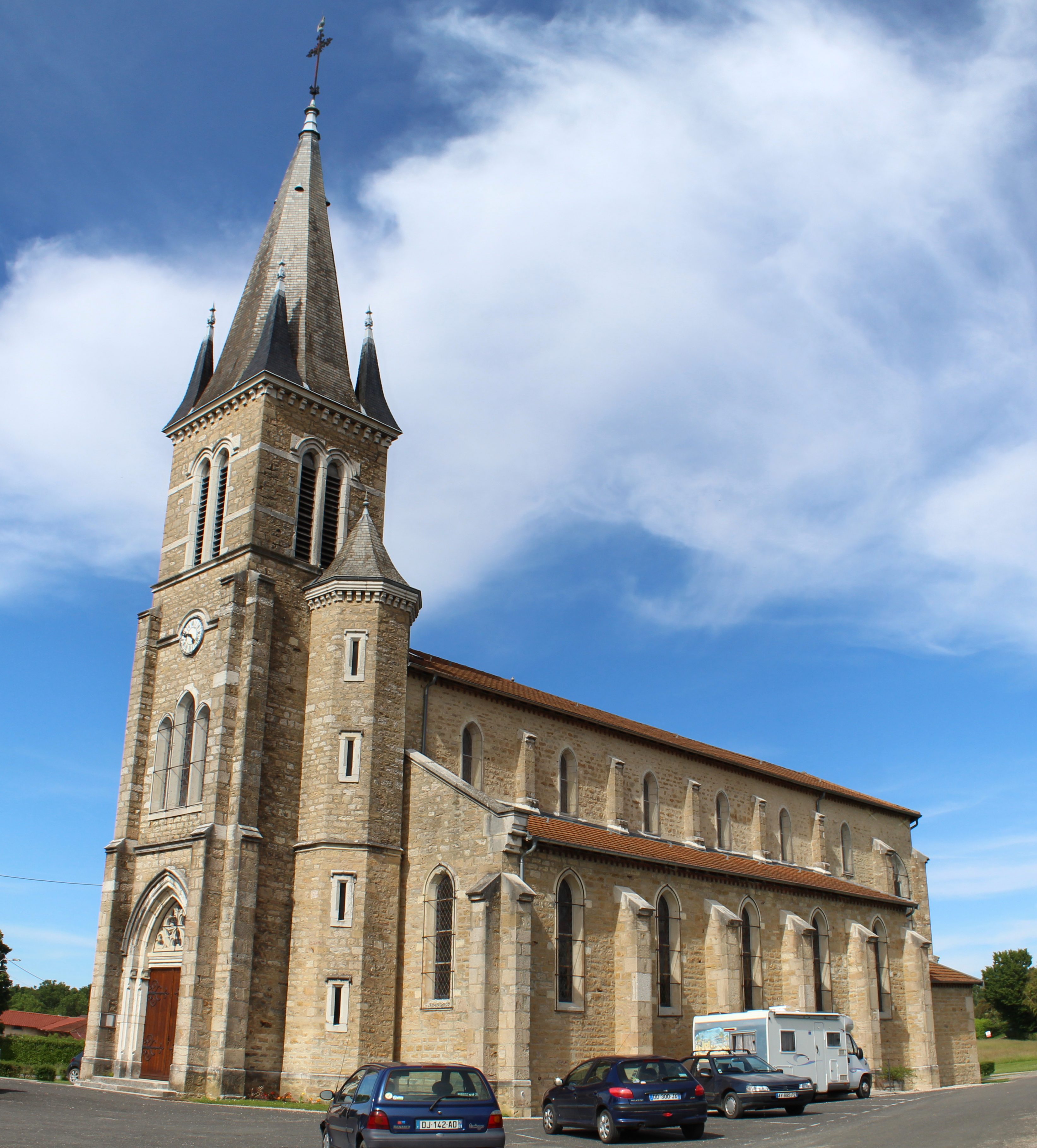
Église Saint-Antoine.

### Personnalités liées à la commune
- Robert Schuman (1886-1963), personnage politique qui a œuvré pour la construction européenne, s'est réfugié pendant la Seconde Guerre mondiale dans l'orphelinat de Saint-Joseph.
- Roger Pingeon (1940-2017), vainqueur du Tour de France en 1967, a résidé dans la commune et y est mort[30].

- Claude Dépallière (1848-1917). Prêtre, aumônier à Groissiat, à Beaupont, mais également en Espagne à Teià. Botaniste membre de l’Association pyrénéenne pour l’échange des plantes rares de France[31].

### Langue
Le patois local, qui différait d'un village à l'autre n'est quasiment plus parlé couramment par les habitants mais un certain nombre d'expressions locales, issues de l'occitan, sont encore couramment utilisées.